# Вікторівська сільська рада (Козівський район)
Ві́кторівська сільська́ ра́да — адміністративно-територіальна одиниця та орган місцевого самоврядування в Козівському районі Тернопільської області. Адміністративний центр — село Вікторівка.

## Загальні відомості
- Населення ради: 573 особи (станом на 2001 рік)

## Населені пункти
Сільській раді були підпорядковані населені пункти:
- с. Вікторівка

## Склад ради
Рада складалася з 15 депутатів та голови.
- Голова ради: Коропецька Віра Ярославівна
- Секретар ради: Польник Галина Павлівна

### Керівний склад попередніх скликань
| Прізвище, ім'я, по батькові | Основні відомості                                                                                      | Дата обрання | Дата звільнення |
| --------------------------- | --- | ------------ | --------------- |
| Масира Ярослав Іванович     | Сільський голова, 1949 року народження, освіта середня загальна, безпартійний                          | 26.03.2006   | 31.10.2010      |
| Масира Ярослав Іванович     | Сільський голова, 1949 року народження, освіта середня загальна, член політичної партії «Наша Україна» | 31.10.2010   | 09.09.2012      |
| Коропецька Віра Ярославівна | Сільський голова, 1973 року народження, позапартійна                                                   | 09.09.2012   |                 |

Примітка: таблиця складена за даними сайту Верховної Ради України

### Депутати
За результатами місцевих виборів 2010 року депутатами ради стали:

#### За суб'єктами висування
| Суб'єкт висування | Кількість обраних депутатів | %    |
| ----------------- | --------------------------- | ---- |
| Самовисування     | 14                          | 93,3 |
| Народна партія    | 1                           | 6,7  |

#### За округами
| № округу       | Прізвище, ім'я, по батькові      | Дата визнання обраним | Освіта             | Партійна приналежність | Відомості про обраного депутата                                             |
| -------------- | -------------------------------- | --------------------- | ------------------ | ---------------------- | --------------------------------------------------------------------------- |
| Народна Партія |                                  |                       |                    |                        |                                                                             |
| 12             | Огінський Дмитро Іванович        | 05.11.2010            | середня спеціальна | позапартійний          | Козівська рай СЕС, помічник лікаря-гігієніста                               |
| Самовисування  |                                  |                       |                    |                        |                                                                             |
| 1              | Баніт Микола Михайлович          | 05.11.2010            | середня            | позапартійний          | С. Вікторівка КУТОр «База спецмедпостач», охоронець                         |
| 2              | Назаркевич Володимир Миколайович | 10.06.2012            | середня спеціальна | позапартійний          | тимчасово не працює                                                         |
| 3              | Терновий Микола Ярославович      | 05.11.2010            | середня спеціальна | позапартійний          | тимчасово не працює                                                         |
| 4              | Кричко Петро Іванович            | 17.08.2014            | вища               | позапартійний          | Хоростківський цукровий завод, охоронець                                    |
| 5              | Головатий Михайло Степанович     | 05.11.2010            | вища               | позапартійний          | тимчасово не працює                                                         |
| 6              | Пеляк Ярослав Романович          | 05.11.2010            | незакінчена вища   | позапартійний          | БАТІ, студент                                                               |
| 7              | Шорналь Андрій Ігорович          | 05.11.2010            | середня спеціальна | позапартійний          | М. Підгайці, Галицький мед. коледж, студент                                 |
| 8              | Пеляк Петро Іванович             | 05.11.2010            | вища               | позапартійний          | С. Вікторівка ФГ «Вікторія-92», голова                                      |
| 9              | Польник Галина Павлівна          | 05.11.2010            | вища               | позапартійна           | С. Вікторівка, сільська рада, секретар                                      |
| 10             | Опришко Леся Іванівна            | 05.11.2010            | середня            | позапартійна           | С. Вікторівка, клуб, зав.клубом                                             |
| 11             | Примак Сергій Олександрович      | 05.11.2010            | середня            | позапартійний          | Козівський цукровий завод, водій                                            |
| 13             | Сирник Василь Романович          | 17.08.2014            | середня спеціальна | позапартійний          | , тимчасово не працює                                                       |
| 14             | Галас Іван Григорович            | 05.11.2010            | середня            | позапартійний          | пенсіонер                                                                   |
| 15             | Пеляк Сергій Петрович            | 20.07.2014            | вища               | позапартійний          | Тернопільський національний педагогічний університет ім. В.Гнатюка, студент |